# 鹿児島市立宇宿小学校
鹿児島市立宇宿小学校（かごしましりつ うすきしょうがっこう）は、鹿児島県鹿児島市宇宿四丁目にある市立小学校。1877年（明治12年）脇田小学校として開校。

## 沿革
- 1877年（明治12年） - 脇田小学校として開校。
- 1884年（明治19年） - 脇田簡易科小学校に改称
- 1906年（明治41年） - 壬辰尋常高等小学校と合併して中郡宇尋常高等小学校となる
- 1909年（明治44年） - 分立して宇宿尋常小学校となる
- 1922年（大正12年） - 宇宿尋常高等小学校と改称
- 1934年（昭和9年） - 鹿児島市宇宿尋常高等小学校と改称
- 1939年（昭和16年） - 国民学校令が施行されたのに伴い、鹿児島市宇宿国民学校と改称
- 1945年（昭和22年） - 鹿児島市宇宿小学校に改称

## 通学区域
- 宇宿町の一部[1]
- 宇宿一丁目から五丁目の全域及び六丁目、七丁目の一部[1]